# Агафокл из Самоса
Агафо́кл (др.-греч. Ἀγαθοκλῆς; IV век до н. э.) — участник походов Александра Македонского, историк.
Сведения о жизни Агафокла из Самоса крайне скудны. Лукиан Самосатский упоминал «очень ценимого» Александром таксиарха из Самоса Агафокла, которого царь, несмотря на былые заслуги, хотел бросить в клетку со львами. Проступок Агафокла заключался в том, что он прослезился перед могилой Гефестиона, как перед местом погребения обычного человека. Тем самым, по мнению Александра, Агафокл нарушил его приказ относиться к Гефестиону как к богу. От неминуемой смерти Агафокла спас Пердикка. Он заявил, что ему на охоте явился Гефестион и приказал пощадить Агафокла, так как тот прослезился не от неверия, а вспомнив их давнюю привязанность друг к другу. Современные историки считают данный рассказ недостоверным, вольным пересказом истории о Лисимахе, сыне Агафокла, которого бросили в клетку со львами.
Ещё одного Агафокла из Самоса, историка и автора «Пессинунтской политии» упомянул Псевдо-Плутарх в трактате «О реках». По мнению Г. Берве, тождественность историка и военачальника, равно как и их неидентичность, не может быть достоверно доказана с учётом источниковой базы.